# 공해방지법
공해방지법(公害防止法)은 1963년에 처음 제정된 대한민국 최초의 환경법이다. 일본 공해법은 1967년에 재정하였다. 공업화가 앞섰던 일본보다 4년이나 빠른것이다.  

## 하위법령 제정
공해방지법은 제정 후 바로 시행되지 못하다가 1967년에야 시행규칙이 제정되고 당시 보건사회부에 환경위생과 공해계가 설치됨으로써 비로소 법 시행을 위한 행정적 체제를 갖추게 되었다. 

## 의의
그러나 이후에도「공해방지법」은 제대로 시행되지 못하고 거의
유명무실한 상태로 있다가 후일「환경보전법」으로 대체되었는데, 이는 정책적 무관심 속에 법적·행정적 기반이 미흡하였을 뿐만 아니라 그때까지 사회적으로 환경 피해가 표면화되지 않은 때문이다.

## 같이 보기
- 환경보전법

## 참고자료
- 《환경 30년사》, 환경부, 45쪽